# 伝説なき地
『伝説なき地』(でんせつなきち)は、船戸与一による小説。1988年に講談社のレーベルである"推理特別書下ろし"の収録作として上下2巻で刊行された。
先に発表された『山猫の夏』『神話の果て』と併せて”南米3部作”と呼ばれることがあるが、いずれも独立した作品であり登場人物や舞台に関連性はない。1988年度『このミステリーがすごい!』国内部門第1位、同年『週刊文春ミステリーベスト10』第5位。1989年 第42回『日本推理作家協会賞』受賞(長編部門)。

## あらすじ
ベネズエラのマラカイボ湖周辺はかつて産油地として繁栄したが、現在は石油の枯渇とともに衰退した。ベネズエラの名門エリゾンド家の所有する油田もそのひとつであったが、希土類(レアアース)の埋蔵地であることが判明してから状況が一変する。コロンビアからの不法移民の女ベロニカをめぐる骨肉の争いの末、エリゾンド家の実権を握った次男アルフレードとベロニカは運命を共有することとなった。しかしエリゾント家の油田にはコロンビアからの難民が住み着き、そこでは"マグダラのマリア"と呼ばれる若い女を中心とした宗教的共同体を形成していた。
一方、鍛冶志朗は脱獄した丹波春明と合流し、かつて二人で強奪し丹波が隠した2000万ドル回収のためコロンビアからベネズエラに越境して来た。隠し場所であるエリゾンド家の油田で、難民達に思わぬ歓迎を受ける鍛冶一行。そんな難民達にエリゾンド家の私兵が立ち退きを迫るが、彼らは頑なに拒絶するのだった。エリゾンド家の襲撃に備えて丹波を中心に、武器を調達し防御線を築いた。欲望と憎悪の交差点となった"伝説なき地"で殺戮劇の幕が上がり、絶える間のない消耗戦が続いた。だが無情な大自然を舞台とした流血劇は、突如幕を下ろすのだった。

## 主な登場人物
鍛冶志朗
　チリの左翼革命運動活動家
丹波春明
　コロンビア・マグダレナ州サンタマルタ刑務所の囚人
カルロ・マルチネス
　コロンビア民族解放軍グアヒーラ地区行動隊長
マグダラのマリア
　コロンビア人難民共同体の中心となる"聖女"
ペドロ・イダルゴ
　コロンビア人難民共同体の事務的代表
ベルトロメオ・エリゾンド・ザボラ
　エリゾンド家の当主
メリナ・シギリウス・エリゾンド
　ベルトロメオの妻
ラモン・エリゾンド・シギリウス
　ベルトロメオの長男
アルフレード・エリゾンド・シギリウス
　ベルトロメオの次男
ベロニカ・オルチス
　メリナの看護人
ミランダ・ソーサ
　エリゾンド家の家政婦
ウルイーズ
　エリゾンド家に雇われた私兵
ペーロ・デ・ムエルトス
　エリゾンド家に雇われた私兵
フランシスコ・ガルシア・ロハス
　ベネズエラ国境警備隊ラストローハス駐屯地指揮官

## 書籍
- 1988年6月 四六上製本 (上下巻) 講談社
- 1991年6月 (上下巻) 講談社文庫
- 1995年10月 (上下巻) 徳間文庫
- 1995年11月 (新装版) 講談社文庫
- 2003年6月 (日本推理作家協会賞受賞作全集 58.59巻) 解説/関口苑生 双葉文庫